# Морська поліція. Чорноморськ
Морська поліція. Чорноморськ – іронічний екшн-детектив про пригоди на службі та особисте життя трьох абсолютно різних та харизматичних поліцейських морського патруля – капітана Кепа, лейтенанта Єгорки та сержанта Сєржика.

## Анонс
Події серіалу «Морська поліція. Чорноморськ» відбуваються у невеликому курортному містечку в Одеської області. В акваторії орудують браконьєри, сюди ж навідуються контрабандисти, а спокій відпочивальників порушують гонщики на катерах та гідроскутерах. Водночас троє поліцейських морського патруля намагаються убезпечити мешканців та туристів від бандитів й  відновити порядок.
Детективна стрічка складається з 20 серій.

## Сюжет
Випускник Національної академії внутрішніх справ лейтенант Єгор Ковальчук завжди мріяв служити у карному розшуку. Коли його, випускника, відмінника навчання, кинули з омріяним призначенням і віддали посаду якомусь мажору, Єгор просто тицьнув карту подалі від Києва, ближче до моря. Так отримав призначення у морську поліцію Чорноморська.
На вокзалі зустрів симпатичну дівчину. Поки переслідував місцевого злодюжку, у нього поцупили сумку з речами, а таксист зідрав дебелу ціну за проїзд до Чорноморська.
У кріслі начальника морської поліції Єгора зустрів сержант Сєржик. Полковник Старко  відправив сержанта ремонтувати двигун катера, а сам зустрів лейтенанта, і розподілив його на 7й причал у розпорядження капітана Дмитра Мельниченка, людини суворої, але справедливої (іноді).
Сержант з капітаном кепкують зі столичного салаги, того знуджує на катері, а до пляжу команда дістається на веслах (точніше, на веслі; гріб, звісно, Єгор).
Капітан затримує на пляжі бугая, що прискіпувався до дівчини, вилучає у нього наркотик, Єгор пізніше обурюється, що затримання відбулося не за протоколом. Капітан повідомляє, що він служив у карному розшуку, був розжалуваний з майора за те, що зламав одного носа, який пхався, куди не слід.
Пізно увечері колеги помічають катер грека Нікоса, родина якого браконьєрить тут вже яке покоління підряд. Поки капітан з сержантом вирішують питання із греком, два біглих зека, озброєні автоматом, викрадають катер з Єгором. Лейтенант заводить бандитів далеко у плавні на мілину. Сержант через чергового по GPS дізнається місце знаходження катера. Поліцейські із допомогою Нікоса затримують рецидівістів.
У їдальні хлопці кепкують з новенької, гадаючи, чи не на посаду секретарки вона прибула. Нову знайому звати Марина. Вона також перший день на службі; у штаті місцевої прокуратури.
Виявлений потопельник виявився наркокур'єром з корабля Піросмані, одним із сухумських контрабандистів. На фестиваль мала прибути велика партія наркотиків, місцевий барига Реваз отримав пробу саме з цієї партії. Друг Реваза викрав частину товару, і був вбитий за крадіжку своїми ж.
До полковника приїздить племінниця Лариса. Сєржик заводить із нею роман. Єгор дізнається, що у Мельниченка був конфлікт з-за дівчини із начальником карного розшуку майором Антоном Швиденко.Так майор Мельниченко став капітаном.  Марина із Дмитром вчилися в одній школі, у паралельних класах, і давно симпатизують одне одному. Хоча обоє досить невміло намагаються це приховати.
Команда Мельниченка виходить на наркоділків, але сили нерівні. Допомагають провести операцію працівники карного розшуку.
Сєржик увечері грає джаз. На концерті присутні колеги, Марина із дядьком, та Лариса.
Мельниченко при спробі запобігти самогубству зривається із портового крана, і, хоч падає на розтягнутий брезент,  отримує травму шиї та перелом руки. Ковальчук старший команди мінімум на три тижні, оскільки "браконьєри ж самі себе не піймають".
Хтось продав браслета із колекції скарбів.  Єгор знайомиться з дівчиною-дайверкою Сашею , і проживає певний час на дикому пляжі із дайверами. Ковальчук обламує ідилію, проводячи обшук стоянки дайверів. Стається конфлікт між капітаном і лейтенантом.
Саша дійсно передає скарби, які контрабандисти планують вивезти до Туреччини на суховантажі. Група майора Швиденко затримує спільника Саші при передачі скарбів.
Мама Сєржика рішуче налаштована одружити його на Марго. На урочистий обід запрошений начальник пан капітан. Єгор має діставити до відділку малого злодюжку на прізвище Хижняк. Щоб розколоти малого, Єгор розповідає, що той баклан, якого грабував малий, вдарився і помер у швидкій. Хлопчина дуже злякався, обдурив Єгора і викрав його табельний пістолет.
Єгор викликає Сєржика і просить у нього допомоги у пошуках хлопчиська. Дівчаткам не подобається Марго, і, щоб припинити балаган, вони дають горілки замість води капітану. Той випиває, і одразу в хлам. Дмитро прокидається в квартирі Марини, нічого не пам'ятає, і наговорює дівчині дурниць. Єгор знаходить малого, насилу відговорює його від стрілянини, і вони з Сєржиком після безсонної ночі пошуків приходять у відділок. Там абсолютно хворий кеп. Полковник усім вставляє люлєй, бо неголені, а в його кабінеті тарілка з ударної установки сержанта.
Мельниченкові присвоюють звання  майора поліції. Він пригощає колег, при чому, замість горілки обмивання проходить морською водою. Увечері хлопці пішли на дискотеку, а молодий знову майор вирішив прогулятися набережною, і побачив, як б'ють дівчину. Двоє відлупцьованих чоловіків виявилися співробітниками карного розшуку. Повія Маша, учасниця інциденту, на впізнанні показала, що її бив Мельниченко, а ці двоє заступалися. Службове розслідування; наказ на майора відмінено.
Сєржик і Єгор проводять власне розслідування. Вони знайомляться із подругою повії  Катею і дізнаються, що менти є сутенерами, на яких працюють вісім дівчат. До справи долучається Марина. Вона надає відео з доказами начальникові карного розшуку майору Швиденку, в результаті операції ментів-сутенерів затримують. Капітан Мельниченко виходить на волю, але, замість подяки, зривається на Марину, що та влазить у справи, про які він її не просив.
Дмитро заходить подякумати Марині. Візит завершується лайкою, палким поцілунком і заходом прокурора. Під час зйомок кліпу на пляжу знаходять тіло у воді. Дмитро впізнає у вбитому Мішку - бувшого одноклубника і хорошого спортсмена, який багато років тому виїхав до Києва.
Капітан впевнився, що, не дивлячись на те, що його бувший одноклубник почав випивати, тренування він не кинув. Дівчинка у дворі пізнає собачку Міші Принца, і розповідає Дімі, що боксер готувався до поєдинку у Дикому Білі. Це виявився салун, у якому організовувалося проведення нелегальних боїв. Дмитрові, щоб продовжити розслідування, довелося взяти участь у боях, де його мало не вбили. Єгор з Сєржиком вичисляють місцезнаходження баржі, де проводилися бої, і викликають туди СпецПриз. Капітана без свідомості вивозять в море, щоб втопити. Колеги рятують його. Серед глядачів боїв виявилися самі високі чиновники міста, включаючи поліцейських начальників.
Марина приходить у лікарню до Мельниченка і пропоную зарити сокиру війни. Дмитро погоджується, адже Марина йому не байдужа.
Морська поліція шукає йєтті. А карний розшук займається кількома пограбуваннями антикварів зброї, при чому, в одному з будинків  мертвий господар. В допомогу майору Швиденку виділяють лейтенанта Ковальчука. Швиденко кепкує із юного Шерлока Холмса, хоча Єгор будує цілком логічні версії.
Тим часом до морської поліції приїздить молода журналістка зі Львова Віра. Кеп із Сєржиком не розуміють більшість з того, що вона досить швидко і постійно говорить. Морський патруль зустрічає молодиків на катері, і мали би їх оштрафувати за невірне кріплення парашута, але ті допомагають їм зловити йєтті, яким виявився утікач із місцевого психдиспансеру.
Швиденко затримує бувшого злодія по антикваріату, який описує спільників, як кавказців, що приїхали на позашляховику. Єгор залишається при своїй думці, що злочинці уходили морем, і знаходить на місці злочину такелажний карабін. Єгора ніхто не слухає, і він повертається у свій відділок.
Сєржик лікує Віру коньяком, і Марина стає свідком палкого поцілунку п'яненької Віри з Дмитром. Звісно, нічого пояснити Дмитрові не вдається.
До нових знайомих на катері команда повертається вже з Єгором. Ковальчуку пропонують покататися на парашуті, але хлопець відмовляється. На березі він показує Дмитрові карабін з місця злочину, такий, який був відсутній у "запоріжців" на катері. Віра звертає увагу, що катер не має ватерлінії, що свідчить про дуже глибоку його посадку. Погоня. Злочинці затримані, викрадена зброя знайдена.Полковник Старко показує на сайті репортаж Віри про героїчних одеських поліцейських.
Єгора вітають із отриманням звання старшого лейтенанта. Урочистий момент зірвав знайомий грек. Браконьєр. Онучка старого Нікоса Соня десь зникла. Напередодні був шторм, а дід стверджує, що дівчина пішла в море на човні. Поліція міста відмовила у пошуках, тому Нікос звернувся по старій дружбі-суперництву до морської. Команда розуміє складність ситуації і не може відмовити старому браконьєру.
По дорозі старожили згадують задавнену справу про маніяка, який топив дівчат-брюнеток, що їх тіла мало не щоліта виловлювали з моря після шторму. На березі хлопці зустрічають художника, який малює етюди. Художник пригадує, що бачив такий човен, як його описав Нікос.  Єгор знаходить в покинутих хатках вище човна сплячу Соню. Мельниченко розкручує Соню, дівчина зізнається, що дід її нікуди не відпускає; вечір вона провела у нічному клубі, а на зворотному шляху застав шторм.
Марина збирається до Києва. Дмитро хоче зупинити дівчину, але випадково чує, що ту у Чорноморську нічого не тримає.
Єгор замислюється над переходом в убивний відділ. Мельниченко лютує, бо всі його близькі люди водночас планують покинути його. Ковальчук замовляє у Швиденка справи вбитих дівчат і знову натикається на лють капітана: Мельниченко розповідає, що коли він був в убивному, справу маніяка вів два роки, і знає її досконало.
Ковальчук підозрює старого Ромео, але ця лінія виявилася хибною: грузин має залізне алібі, і до справи не причетний. Тим часом маніяк запитує Соню, як вона звертається до діда; дівчина каже, що грецькою. Так Нікос отримує дивну СМС, що починається словом καλλιτέχνης, що грецькою значить художник. Єгор не бажає вкотре осоромитися перед колегами, і сам вирішує піти до художника.
В домі художника завішена тканиною картина, яку автор не бажає показувати пізньому гостю. Єгор потайки бачить, що на картині Соня в образі русалки. В ході бійки пораненому ножем Єгору вдається вирубити художника, але визволити з бетонної заповненої водою клітки Соню сил вже не було.
Марина сама освідчується у коханні нерішучому Дмитрові. Соня зустрічає пораненого Єгора з лікарні. Сєржик з Дмитром обговорюють дитячу травму художника-маніяка.
У місті вісім крадіжок квартир із одним почерком. Морська поліція займається пошуком зниклого хлопчика 17 років Костика. Полковник Старко відправляє Дмитра на семінар з обміну досвідом, що його в Одесі проводять австралійські копи. Марина по завданню нового прокурора терміново виїжджає до Києва з важливими документами. У неї сідає батарея телефона, а зарядки немає.
Костик викрав гідроскутер, щоб справити враження на нову знайому Аню, посеред затоки двигун заглох. Тепер поліція шукає вже двох підлітків. Аня саме мала підставити Костика під час пограбування "жирної хати".
Дмитро день не може дотелефонуватися Марині, увечері з ревнощів напивається з новими знайомими. Передрімав на зупинці автобуса і дістається Чорноморська. По дорозі йому допомагає молода лікарка Ксенія. Отримавши дзвінок Сєржика, Дмитро вплав дістається до підлітків і допомагає їм вийти на берег. У відділку Аня змушена розповісти все про участь в крадіжках. Напарників вирішують брати на гарячому. В пригоді стала сітка, подарована австралійським колегою, яку вистрілив Дмитро, накриваючи малолітніх грабіжників.
Єгор наївся зіпсованих котлет у їдальні і отримав сильне отруєння.  Лікує його нова знайома Дмитра Ксенія. Соня відчиняє двері в палату якраз в момент, коли Єгор без штанів, а Ксенія робить йому укол. Соня бачить лише відсутність штанів.
В морі грабують яхту місцевого кримінального авторитета Самосвала. Грабіжники у чорних гідрокостюмах ледве встигають піти під воду, коли Самосвал із охоронцем затівають стрільбу.
Полковник Старко доклеює свій фрегат і мріє про перемогу на міському конкурсі. Щоб вирватися з рук Ксенії, Єгор вирішує прикувати її кайданками до бильця ліжка і тікає. Правда, йому не вдається уникнути Старка: той дає завдання віднести фрегат до місцевого музею. Єгор насилу доганяє своїх, лишає фрегат на пірсі, і команда летить в море. Фрегат плавно переходить до рук випадкових місцевих дітлахів.
Грабіжники бувші підводні пловці морського спецпризу. Другу яхту для грабунку вони примітили теж "жирну", вона належить кумові Самосвала. Вони не в курсі, що Самосвал давно вислідив їх і влаштував засідку.
Морська поліція причалює до яхти саме в момент, коли круті спецназєри мають відбути на корм рибам. Шикарна бійка на борту, грабіжникі живі, Самосвал з охороною заарештовані.
Ксенія з бильцем від ліжка приходить скандалити до Дмитра мало не одночасно з Мариною. Знову суцільні непорозуміння. Єгору нагадують про фрегат, і він з підстрибом летить до вже порожнього пірсу.
Команда Дмитренка натрапляє у морі на дивну яхту, біля якої пірнають різні команди дайверів. Один з дайверів гине. Господар яхти розповідає, що впустив цінний годинник, і нирці його шукають.
Сєржик пригадує, що приблизно у цьому районі затонув суховантаж. Оскільки підвищеної небезпеки суховантаж не перевозив (контейнери із всіляким мотлохом), підйом вирішили перенести до наступного року за сприятливіших погодних умов. Пірнальники і сам господар яхти поводять себе вкрай дивно.
За номером одного із пірнальників поліціянти приходять до висновку, що ті шукають певний контейнер із затонулого суховантажу. У контейнері — начебто непридатні до застосування ПТРК, які злочинці спеціально провели по документах, як відбраковку, і планували передати їх до Туреччини; проте, суховантаж затонув. Власник яхти директор фірми, яка готувала відправку контейнера. Притиснувши директора фірми, поліція дізнається, що інші злочинці викрали у нього сина, і погрожують надсилати відрізані шматки від тіла дитини, якщо не підіймуть контейнер. Мельниченко залучає зв'язки полковника Старка, контейнер підіймають. Здійснюють обмін контейнера на дитину, а далі справа техніки — до справи беруться люди майора Швиденка… 
У акваторії відбуваються дивні речі. З яхти трьох молодих польських відпочивальників падає у воду один з хлопців, всі бачать у воді дивне чорне тіло, хлопчина тоне; на його нозі дивні сліди — два ряди маленьких кривавих ранок. Хлопець та дівчина, що залишилися на яхті, стверджують, що бачили підводного монстра.
Чутки про підводного монстра почали миттєво ширитися містом, коли ще кулька відпочиваючих були витягнуті чудовиськом до води і на їх ногах виявлені точно такі ж ранки. Ковальчук цікавиться у фахівців з дельфінарію, чи можливо, щоб це був укус дельфіна. Фахівець категорично заперечує. В інтернеті є скупі дані про доісторичну рибу із схожими щелепами, та істота вимерла кілька мільйонів років тому.
Щоб перевірити версію, Ковальчук пропонує полковникові Страшку закрити всі пляжі. Підіймається гучний скандал: пляжі міста зачинені в розпал купального сезону, відпочивальники обурені, вказівки на відкриття пляжів йдуть від самого верху міської влади.
"Чудовиськом" виявився міцний чоловік у чорному пірнальному костюмі і спеціальних рукавицях із вмонтованими гострими шипами. Його найняв один із місцевих забудовників, якому потрібно було подешевше скупити ділянку землі під будівництво об'єкту. Єгор начебто мириться із Сонею, але все складно...
Сєржик зривається і мало не набиває пику нахабному депутатові, у якого дівчина в ресторані викрали ключі, а її подільники викрали депутатову яхту. Полковник Старко пропонує заховати Сєржика у лікарні, доки не втихне скандал. Мірошниченко повідомляє начальникові, що сержант кілька років не був у відпустці, і Лєвіну таки надають довгоочікувану відпустку.
В таксі Сєржик опиняється із симпатичною дівчиною, всю дорогу розповідає їй, що він бізнесмен, і у нього повна сумка грошей.
На одній з зупинок з таксі щезає дівчина, у Сєржика щезає сумка. Сержант розуміє, що саме Віка, його нова знайома, пограбувала його. Скандал із торгівцем на зупинці, Віка на березі із розпотрошеною сумкою, Сєржик отримує удар ззаду по голові. Переслідуючи дівчину, сержант натрапив на закинуте рибне господарство. Дивні мешканці об'єкту заманюють Сєржика у старий ангар, і зачиняють його там. В ангарі виявляється двигун із викраденої депутатської яхти. Віка обіцяє випустити хлопця, якщо він нічого нікому не розповість, але її напарник чує розмову, і зачиняє в одному ангарі з Лєвіним. Сергій встиг зіпсувати двигун, і радить дівчині при нагоді сказати бандитам, що він хороший моторист.
Віку із Сергієм вивозять до моря. Двигун яхти не заводиться. Сєржик лагодить двигун, але злочинці примушують його стати за штурвал. В морі до них підходить катер морської поліції, Сєржик випиває пляшку спиртного, але, замість арештувати порушника, начальник поліцейської команди бере хабаря у "власника яхти", Сєржик отримує добрячих стусанів. Але по сліду злочинців вже йде команда Мельниченка: вони знайшли в старому ангарі загублений ніж Сержанта, і зрозуміли, що злочинці уходять морем. Оголошено план Перехоплення. Капітан, який узяв хабаря, по опису розуміє, що кучерявий "алкащ" і є той заручник-поліцейський, що в орієнтуванні. Вони затримують порушників, намагаються вибачитися перед Сергієм, проте той не приймає таких вибачень.
Віка розповідає, що була змушена допомагати бандитам, оскільки в Одесі її брат заборгував величезну суму грошей, а один з бандитів обіцяв сплатити борги, якщо вона виконає їх завдання. Сєржику подобається Віка, Віці подобається сержант.
Нікос мало не загинув від вибуху в плавнях. Команда Мірошниченка затримала старого грека. Дмитро звинувачує у браконьєрстві із застосуванням вибухівки. Єгор не вірить у це. Єгора відсторонюють від розслідування за особистими мотивами. Віка запропонувала Сєржику одружитися. Той усіляко морозиться...
У Соні "новий наречений" Юрко. Так вона відрекомендувала хлопця, щоб позлити Єгора. Схожий на хіміка в окулярах хлопець пропонував вибухівку кільком браконьєрам в районі.
Мама Сєржика мріє про внуків і дістає сина із вимогами одружитися. Сєржику подобається Віка, але він боїться одруження.
Двоє молодиків на позашляховику перевозять старі боєприпаси, підняті з затонулого ще в роки ІІ Світової корабля. Поліцейські затримують їх і примушують везти "до хазяїна".
Дмитро робить Марині сюрприз, запрошуючи на зустріч у новому ресторані. Як подарунок він пропонує дівчині викликати спецприз, а, доки загін прибуде, ознайомитися із справою щодо випалення тротилу із старих боєприпасів, що організував власник нового ресторану. Злочинці затримані. Нікос виходить з відділку. Соня так і не може пересилити себе, щоб помиритися з Єгором.
Бандити беруть у заручники власника яхти і його доньку. До дружини під виглядом поліцейського приходить їхній спільник, дає переговорити з чоловіком, і вимагає до вечора мільйон. Жінка не знає, що робити, радиться з подругою. Подруга відговорює не звертатися до поліції, а виплатити гроші. Власник яхти — бувший однокласник Дмитра. Дмитро виходить в море один, випадково попадає на яхту і теж потрапляє в заручники. Перед тим він обяцяє Ксенії зустрітися увечері.
Сєржик з Єгором розуміють, що тихо підійти до яхти не вдасться, і вирішують зімітувати гучне весілля. Марина наречена, Сєржик наречений, майор Швиденко свідок, А Єгор у жіночій сукні і перуці — дружка. Гучне весілля закінчується арештом бандитів. Більше всього в шоці Ксенія, коли бачить Дмитра на причалі із Мариною у сукні нареченої. Марина теж відмовляється залишитися.
До Чорноморська на тиждень приїздить кінофестиваль. Морська поліція затримує п'яних угонщиків скутера, що лякали відвідувачів, актори серіалу "Слідчі" прямо в ефірі влаштовують скандал, Гарік під камери розриває із своєю нареченою. Гаріка і Вадіка викрадають невідомі в масках анонімусів. Телеканалами розповсюджується відео, де ці двоє приковані ланцюгами в бункері, і невідомий голос наказує одному з них убити іншого.
Мельниченко і Сєржик конфліктують, Сєржик вирішує сам дослідити плавзасоби, у яких може бути бункер, подібний до того, що на відео.
Вирадачами виявилися каскадери знімальної групи "Слідчих", а квест вигадала продюсер Аліса, щоб помститися зарозумілому Гарику. Який, окрім того, що розірвав з нею, провів чималі фінансові афери з її коштами.Не бажаючи суду, Гарик в присутності поліцейських підписує контракт, у якому дає добровільну згоду на проведений квест, у якому всі глядачі побачили, що не такий вже він мачо в житті, як грає у головній ролі серіалу.
На пляжах дивні пограбування. З десяток заяв про грабунки із сумок: коштовності, мобільні телефони,-- і при цьому жодних слідів і жодних свідків. Єгор погоджується бути "живцем". Мельниченко із Сєржиком спостерігають зовсім поряд. Мимо Єгора проходить красива дівчина в бікіні і просить допомогти його защібнути застібку у волосся. Єгор допомагає. Дмитро каже перевірити сумку,-- грошей, які хлопці збирали усім відділом,-- немає. До сумки ніхто не підходив, включаючи дівчину.
Бувший однокурсник Мельниченка пішов по похилій, і кришує пляжних злодіїв. Морська поліція фактично рятує бувшого мєнта Мішу, і той розповідає про пару хлопець із дівчиною, один з яких відволікає, а інший викрадає цінності. Проте, оскільки злодіям довелося йти на замах на життя, поліція не очікує побачити парочку в місті...
Ксенія Олегівна хоче звернути на себе увагу Дмитра. Дмитро не може вирішити: йому подобається Марина, але та постійно його якимось чином відшиває. Ксенія запропонувала увечері піти в цирк, Дмитро ж запрошує в цирк Марину. При цьому обіцяє: ніяких бійок, ніяких затримань,-- просто відпочивають. На сцені виступає пара клоунів Хлопець і дівчина. Їх дресирований єнот витягає з кишень і сумок різні речі і потім актори зі сцени повертають їх глядачам. Це дуже смішно і мило. Дмитро розуміє, що це їх клієнти. Знови бійка, погоня; Марина розуміє, що відпочинок скінчився. Полковникові Старку хлопці доповідають, що очолювана єнотом банда знешкоджена.
Сєржик планує з'їхатися з Вікою. Сеня, брат Вікі проти.
На пляжі знаходять тіло. Поліцейські дізнаються, що вбитий контрабандист. Сєня вплутується в історію: купує партію мобільних телефонів, віддає аванс під умову, що якщо до кінця тижня не виплатить мільйон, за два тижні буде винен два мільйони. Сєня йде морем на позиченому у продавців катері, коробки з товаром падають у воду і тонуть. Ні грошей, ні товару, і борг у мільйон.
Віка намагається продати дім, що залишився їм від покійних батьків. Ріелтор оцінює дім максимум у 450 тисяч. Хлопчаки з інтернату грають на гітарі пізно увечері на пляжі, і бачать, як бандити закопують тіло. Їм почулося, що бандит звертався до товариша Кузя. У Чорноморську є старий контрабандист на прізвисько Кузя, хлопці затримують його, проте Кузя має алібі.
Марина отримує нагороду за небезпечну операцію. Відділ Старка має привітати колегу. Ксенії психолог радить змінити імідж, але на Дмитра то не дуже впливає.
Команда Мельниченка знаходить "Румуна", бандита, який продав Сєні партію контрабандних мобільників; через Румуна виходять на решту банди. Сєня звільнений від сплати боргу і вже не проти, щоб Сєржик переїхав до їхнього спільного дому. Мама Сєржика морально готова прийняти невістку. У Дмитра з Мариною знову не склалося...
У Чорноморську грабують виставку-продаж унікальних брендових ювелірних виробів. З пістолета поранено охоронця. Поліція збилася з ніг. План "Перехоплення" результатів не дав.
Команда Мельниченка гадає, що злочинці переховуються в недоступних елінгах і уходити мають морем. Ксенія відвідує коуча жіночих практик з метою звабити Дмитра. Єгор оглядає елінг місцевої поліційної шишки полковника Комка Олега Олеговича. Охоронець не допускає його в елінг, зсилаючись, що ключі у Комка.
Старий Нікос сам прийшов до відділку поліції з вимогою посадити його в тюрму, оскільки Єгор вважає його браконьєром і не має бути поруч із його онучкою.
Дмитро помічає катер Комка на рейді. Погоня, злочинниця з пістолета прострелює двигун катера поліцейських. Вони просять допомоги у Єгора. Єгор знаходить лише водний мотоцикл. Знову погоня. Тепер вже Єгора поранено, але він встигає знерухомити катер Комка.
Дмитро на побаченні із Ксенією в ресторані. За  сусіднім столиком пара — полковник Комко з дружиною. Охоронець приносить кольє із краденого прямо до ресторану. Полковник лає його, але не втримується, і одягає кольє на шию дружини. Дмитро пізнає кольє, проте брати полковника рано, мало зачіпок.
Полковник Старко повідомляє, що у нього є компромат на охоронця Комка. Через охоронця знешкоджують поліцейського начальника, що кришував злочинців і був замовником пограбування.
Соня приходить до пораненого Єгора у лікарню. Дмитро обіцяє оженитися на Ксенії.
Марині загрожує небезпека від злочинця Гриба. Їй приставляють охоронця. Дмитро подумав, що це новий залицяльник Марини, пояснити, як завжди, нічого не дав. Ксенія активно готується до весілля.
Марину викрадають люди Гриба. Гриб має намів відомстити прокурору, а заодно і визволити свого двоюрідного брата, злодія і вбивцю на прізвисько Варлам.
Поки Ксенія приміряє весільну сукню, морська поліція отримує орієнтування про взяття в заручники прокурора Зайченко. Команда починає діяти.
Бандити роблять короткі дзвінки із своїми вимогами, після кожного такого дзвінка розкидають мобільні телефони по всьому місту, створюючи т.звані GPS-пастки, вводячи в оману  групу майора Швиденка. Пересуваються бандити на весільному лімузині. Бандит Щур грає роль нареченого, а наколота снодійним Марина -- "наречена". Поліцейські наряди пропускають весільний лімузин. Бандити радіють.
Швиденко організовує стеження за авто Варлама, який щойно вийшов з тюрми і катається по місту на наданому йому автомобілі. Бандити організовують блокування опергрупи і миттєво підбирають свого колегу іншою машиною.
Команда Мельниченка досліджує райони, де немає покриття мобільного зв'язку, оскільки розуміють, що бандити тримають контакт і управляють своїми пастками через супутниковий телефон.
Щер збирається "віддати подружній борг" Марині, та пручається, намацує викрутку і всаджає інструмент у шию бандита.
Перестрілка, Грибу вдається втікти. Дмитро освідчується в коханні Марині. Після чого біжить до РАГСу і повідомляє Ксенії, що кохає іншу, тому весілля не буде.
В лікарні у пораненого Єгора збираються три пари: до Єгора приходить Соня, до них приєднується Дмитро з Мариною та Сєржик із Вікою. Єгор каже, що отримав пропозицію переводу до Києва, проте відмовився, оскільки все його життя у Чорноморську.
Полковник Старко приєднується до компанії. Він повідомляє Дмитрові, що йому мають повернути звання майора, проте, за умови переведення Мельниченка до Києва. У Марини круглі очі (вона сама відмовилася від подібного переводу зовсім недавно). Дмитро вагається.

## У ролях:

#### Головні ролі
| Актор               | Роль                                                   | Опис                                                                                      |
| ------------------- | ------------------------------------------------------ | ----------------------------------------------------------------------------------------- |
| Дмитро Сова         | капітан Дмитро Петрович Мельниченко                    | капітан морської поліції Чорноморська, людина сувора, проте, справедлива (іноді)          |
| Григорій Бакланов   | лейтенант Єгор Ковальчук                               | випускник Національної академії МВС, молодий і перспективний офіцер у команді Мельниченка |
| Юрій Дяк            | сержант Серж Левін                                     | моторист, душа команди; поціновувач дівчат Чорноморська                                   |
| Тетяна Малкова      | Зайченко Марина Едуардівна, слідчий прокуратури        | бувша однокласниця, кохана жінка і постійний опонент Дмитра Мельниченка                   |
|                     |                                                        |                                                                                           |
|                     |                                                        |                                                                                           |
| Тетяна Злова        | Соня                                                   | онука Нікоса; кохана дівчина Єгора Ковальчука                                             |
|                     |                                                        |                                                                                           |
|                     |                                                        |                                                                                           |
|                     |                                                        |                                                                                           |
|                     |                                                        |                                                                                           |
| Олександр Форманчук | майор Антон Ярославович Швиденко; нач. карного розшуку |                                                                                           |
|                     |                                                        |                                                                                           |
|                     |                                                        |                                                                                           |
|                     |                                                        |                                                                                           |
|                     |                                                        |                                                                                           |
|                     |                                                        |                                                                                           |

#### Актори 2-го плану
- полковник Старко, начальник морської поліції

| - Сергій Демченко - Роман Красицький - Микита Слободенюк - Сергій Калюка - Михайло Іванов - Валерія Товстолєс - В'ячеслав Український - Вадим Павленко - Борис Український - Олег Шевчук - Вадим Ференц - Анастасія Цимбалару - Артем Музиченко - Сергій Нем'ятий - Костянтин Шараєвський - Руслан Сєфєров - Олександр Назарчук | - Олена Хижна - Олена Фурманова - Єгор Єфименко - Тимофій Дмитрієнко - Богдан Лобода - Максим Кузьменко - Андрій Клочко - Віктор Фурдуй - Віктор Раду - Ксенія Самборська - Віктор Ільченко - Ярослав Ребрій - Дамір Сухов - Сергій Анашкін - Ольга Крук - Ася Кисельова - Сергій Ярий |

Режисери – Дмитро Андріянов, Ігор Гома.
Над виробництвом серіалу працювала команда Mamas Production.